# Verrucularia
Verrucularia es un género con dos especies de plantas con flores  perteneciente a la familia Malpighiaceae. Es originario de la Amazonia. El género fue descrito por  Adrien-Henri de Jussieu  y publicado en  Flora 17: 725, en el año 1834. La especie tipo es Verrucularia glaucophylla A.Juss. 

## Descripción
Son arbustos con estípulas intrapeciolares, separadas o connadas en la base, persistente en el pecíolo, las hojas eglandulares. La inflorescencia es  terminal, erecta, ramificada, en forma de racimo corimboso. Los pétalos de color amarillo brillante.

## Distribución y hábitat
Dos especies, que se encuentran, una de las sabanas de arena de Serra Araca en Amazonas cerca de Venezuela , otro de vegetación arbustiva en las colinas de piedra arenisca en el centro de Bahía.

## Etimología
El nombre Verrucularia es de la palabra latina para la pequeña verruga (verrucula) , en referencia a las derivaciones pequeñas vesiculares que nacen cerca del ápice de las anteras.

## Especies
- Verrucularia glaucophylla A.Juss.
- Verrucularia piresii W.R.Anderson